# Sport Club Municipal Universitatea Craiova 2014-2015 (pallavolo femminile)
Questa voce raccoglie le informazioni riguardanti il Sport Club Municipal Universitatea Craiova nelle competizioni ufficiali della stagione 2014-2015.

## Organigramma societario
Area direttiva
- Presidente: Marius Barcan

Area tecnica
- Allenatore: Alexandru Cosma

## Rosa
| N° | Nome              | Ruolo | Data di nascita   | Nazionalità sportiva |
| -- | ----------------- | ----- | ----------------- | -------------------- |
| 1  | Sorina Buz        | S     | 14 aprile 1988    | Romania              |
| 2  | Ramona Breban     | S/O   | 17 agosto 1989    | Romania              |
| 3  | Alina Gagea       | C     | 10 marzo 1993     | Romania              |
| 5  | Florina Chirilov  | P     | 28 marzo 1988     | Romania              |
| 6  | Alina Covrig      | C     | 14 luglio 1985    | Romania              |
| 7  | Maria Precup      | S     | 12 settembre 1997 | Romania              |
| 8  | Andreea Matei     | S     | 24 ottobre 1992   | Romania              |
| 10 | Alexandra Purcea  | S     | 6 marzo 1994      | Romania              |
| 12 | Beatrice Postea   | P     | 29 agosto 1993    | Romania              |
| 13 | Andreea Smultea   | S     | 24 marzo 1989     | Romania              |
| 14 | Gabriela Dancu    | C     | 22 febbraio 1989  | Romania              |
| 15 | Iulia Derveşteanu | C     | 13 maggio 1996    | Romania              |
| 16 | Ana Jakšić        | C     | 16 gennaio 1986   | Serbia               |
| 18 | Monica Foca       | L     | 5 ottobre 1989    | Romania              |